# F质粒
F质粒又叫F因子，为fertility factor（致育因子）的简称，是在大肠杆菌等细菌中发现的一种最有代表性的单拷贝的接合型质粒，其决定性别并有转移功能。 
F质粒是雄性决定因子，因此带有F质粒的细胞为雄性细胞，与此对应不含F质粒的为雌性细胞。带有F质粒的细菌有性菌毛（每菌仅为1-4根）。